# Neoplatyura
Neoplatyura är ett släkte av tvåvingar som beskrevs av Malloch 1928. Neoplatyura ingår i familjen platthornsmyggor.

## Dottertaxa tillNeoplatyura, i alfabetisk ordning[1][2]
- Neoplatyura anjouana
- Neoplatyura annieae
- Neoplatyura antunesi
- Neoplatyura aperta
- Neoplatyura axillariger
- Neoplatyura baudouini
- Neoplatyura biumbrata
- Neoplatyura boucheti
- Neoplatyura brevitergata
- Neoplatyura brookesi
- Neoplatyura bruni
- Neoplatyura cognata
- Neoplatyura cornuta
- Neoplatyura costalis
- Neoplatyura digitata
- Neoplatyura elongata
- Neoplatyura fidelis
- Neoplatyura flava
- Neoplatyura fraudulenta
- Neoplatyura griseipennis
- Neoplatyura karmelita
- Neoplatyura kunashirensis
- Neoplatyura lamellata
- Neoplatyura lyraefera
- Neoplatyura manjarivolo
- Neoplatyura mariamagdalenae
- Neoplatyura marshalli
- Neoplatyura maruyamaensis
- Neoplatyura menieri
- Neoplatyura mira
- Neoplatyura modesta
- Neoplatyura monticola
- Neoplatyura nigricauda
- Neoplatyura palauensis
- Neoplatyura petiolata
- Neoplatyura proxima
- Neoplatyura pullata
- Neoplatyura richmondensis
- Neoplatyura setiger
- Neoplatyura spinosa
- Neoplatyura tasmanica
- Neoplatyura tillieri
- Neoplatyura tjibodensis
- Neoplatyura unifasciata